# پاناما (اکلاهما)
پاناما(به انگلیسی: Panama) شهری در ایالت اکلاهما کشور ایالات متحده آمریکا است که جمعیت آن در سرشماری سال ۲۰۱۰ میلادی، ۱٬۴۱۳ نفر بوده‌است.